# Tagaytay

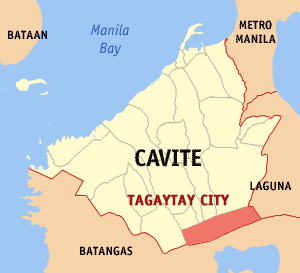
Tagatay Citys läge i Cavite

Tagaytay City är en stad i Filippinerna som ligger i provinsen Cavite i regionen CALABARZON. Den har 45 287 invånare (folkräkning 1 maj 2000).
Staden är indelad i 35 smådistrikt, barangayer, varav 26 är klassificerade som landsbygdsdistrikt och 9 som tätortsdistrikt.